# حادث قطار أوس
في 20 سبتمبر 2018، وقع حادث قطار أوس عندما اصطدم قطار ركاب مع عربة «ستنت» في مدينة أوس، شمال برابنت، هولندا. قتل أربعة أطفال ممن كانوا على العربة بينما أصيب اثنان بجروح خطيرة. تم الإعلان في وقت لاحق عن منع عربات «ستنت» من السير على الطرق العامة مرة أخرى في هولندا.
أعلنت الحكومة عن تشكيل لجنة للبحث عن سبب الحادث.

## الحادث
في 20 سبتمبر 2018، اصطدم قطار ركاب مع عربة «ستنت» في تصادم متقاطع في أوس بالقرب من نايميخن في الجزء الجنوبي من هولندا. تسبب الحادث في مقتل أربعة أطفال وإصابه اثنان (طفل وشخص بالغ) بجروح خطيرة.

## نقل الجرحى
أعلنت شركة البنية التحتية لسكك الحديد، برو ريل، عن بداية التحقيق في الحادث. كان الأطفال المصابيين مسافرين إلى مدرسة في عربة ستينت (عربة تعمل بالطاقة الكهربائية). أفادت التقارير الأولية أن الحواجز لم يكن بها أي خلل أو عطل وإنما كانت تعمل بشكل صحيح.
تعرض معبر براخاسترات في محطة سكة حديد غرب أوس إلى ست حوادث منذ عام 1975. كان قطار ستادلر فليت الذي يتسع لسبع عربات يعمل على خدمة الركاب 6722 التي غادرت من دن بوش في الساعة 08:12 باتجاه أوس.

## ردود الأفعال
عاد رئيس مجلس إدارة والمدير التنفيذي لشركة نيدرلاندسي سبورويجن، روجر فان بوكسيت قبل موعده من معرض انوتران للسكك الحديدية في برلين.
في 21 سبتمبر 2018، أوقفت منظمة رعاية الأطفال التي تستعمل ستنت مؤقتًا استخدام العربات في انتظار نتائج التحقيق، كما أوقفت بعض منظمات رعاية الأطفال الأخرى في هولندا أيضًا استخدام ناقلات «ستنت». في 1 أكتوبر، حظر وزير البنية التحتية وإدارة المياة كورا فان نيووينزون استخدام سيارات ستنت على الطرق العامة في هولندا، في خطوة تم وصفها من قبل مدير شركة ستنت أوبر، إدوين رينزر، بأنها غير مبررة وظالمة. في 29 أكتوبر قدمت الشركة طلبات إفلاسها.

## التحقيق
ساهم وجود أنظمة كاميرات المراقبة والموزعة جيدا داخل المحطة وخطوط النقل في تسهيل عملية التحقيق. صرحت صحيفة دي تيليغراف في 23 سبتمبر 2018، أن التحقيق قد ناقش إمكانية حدوث تداخل كهرومغناطيسي من معدات عبور المستوى التي قد تؤثر على نظام التحكم الكهربائي في عربات ستنت.

## وصلات خارجية
- حادث قطار أوس يؤدي إلى مقتل 4 واصابه شخصين.
- حادث قطار أوس.